# Ліпамола
Ліпамола (англ. Liphamola) — одна з місцевих громад, що розташована в районі Мокотлонг, Лесото. Населення місцевої громади у 2006 році становило 8 215 осіб.